# Burkhard König (Politiker)
Burkhard König (* 1961) ist ein deutscher Politiker (CDU). Er ist der Bürgermeister der sauerländischen Stadt Schmallenberg.

## Leben
Burkhard König wuchs in Westfeld auf, das 1975 nach Schmallenberg eingemeindet wurde.
Er machte bei der Stadt Schmallenberg von 1977 bis 1980 eine Ausbildung zum Verwaltungsangestellten. Von 1983 bis 1986 studierte er an der Fachhochschule für öffentliche Verwaltung Nordrhein-Westfalen in Soest. Nach seinem Diplom-Verwaltungswirt (FH) studierte er von 1986 bis 1990 Wirtschaftswissenschaft an der Fernuniversität in Hagen mit dem Abschluss Diplom-Kaufmann.
In Schmallenberg war er seit 1994 Kämmerer und seit 1996 Beigeordneter im Bereich Jugend, Soziales und Finanzen. Von 1994 bis 2015 war er Werkleiter der Schmallenberger Stadtwerke. König engagiert sich im Verwaltungsrat des Trägervereines des Pflege- und Seniorenhauses im Lenninghof.
Er ist seit 1985 verheiratet.

## Bürgermeisteramt
Nachdem Bernhard Halbe (CDU), der seit 1999 Bürgermeister in Schmallenberg war, zur Bürgermeisterwahl 2020 nicht mehr antrat, wurde Burkhard König von der Schmallenberger CDU im Juni 2020 mit 100 Prozent der Stimmen für die Bürgermeisterwahl nominiert. Bei der Bürgermeisterwahl am 13. September 2020 wurde er mit 59,34 Prozent der gültigen Stimmen bei einer Wahlbeteiligung von 63,72 Prozent gewählt.